# Marilyn Farquhar
Marilyn Gist Farquhar (n. 11 iulie 1928, Tulare⁠(d), California, SUA – d. 23 noiembrie 2019, La Jolla, California, SUA) a fost un biolog și patolog american, membru de onoare al Academiei Române (din 1995).
S-a căsătorit în anul 1970 cu profesorul George Emil Palade.